# نم يا صغيري
نم يا صغيري Rock-a-bye Baby  هي أغنية من قبل British electronic group Clean Bandit، وتضم المغنية الإنجليزية آن ماري كمغنية رئيسية إلى جانب المغني شون بول. تم إصدارها في 21 أكتوبر 2016 وكانت أول أغنية منفردة منذ مغادرة نيل أمين سميث المجموعة وهي بمثابة ثاني أغنية من ألبومها الثاني القادم.الأغنية تتحدث عن المصاعب التي تواجهها الأمهات العازبات. احتلت الاغنية المرتبة الأولى وقت صدورها في الثالث والعشرون من كانون الاول 2016 ضمن اغنيات فترة اعياد الميلاد في المملكة المتحدة بمدة ستة اسابيع.